# Suzanne Schulting
Suzanne Schulting (Groningen, 25 september 1997) is een Nederlands shorttrackster en langebaanschaatsster.
Tijdens de Olympische Winterspelen 2018 in Pyeongchang, Zuid-Korea, won Schulting een gouden medaille op de 1000 meter en daarmee werd ze de eerste Nederlandse olympisch kampioen in het shorttrack. Tevens behaalde ze een bronzen medaille op de 3000 meter aflossing, waar ze met Yara van Kerkhof, Jorien ter Mors en Lara van Ruijven een nieuw wereldrecord reed tijdens de B-finale en het team door (twee) straffen in de A-finale van China en Canada toch nog doorschoof naar de derde plaats. Tijdens de Olympische Winterspelen 2022 in Peking won ze zilver op de 500m en wist ze met succes de olympische titel van 2018 te verdedigen op de 1000m. Op 13 februari 2022 won ze met het Nederlandse team olympisch goud op de shorttrack-relay.
Schulting werd in 2019 wereldkampioene op de 1000 meter en overall. In 2019, 2020 en 2021 werd ze Europees kampioen shorttrack. Ze rijdt ook zo nu en dan wedstrijden op de langebaan.

## Biografie
Schulting is een dochter van Jan Schulting. Ze groeide op in de buurtschap Uilesprong bij Tijnje, maar woont sinds 2015 in Heerenveen. Schulting had sinds juni 2022 een relatie met Ziggo Sport-presentator Sam van Royen, de zoon van schrijfster Heleen van Royen. Die relatie sneuvelde afgelopen december 2024. In januari 2025 werd bekend dat ze een relatie heeft met Joep Wennemars.

### 2015/2016
Op 12 december 2015 veroverde Schulting haar eerste individuele wereldbekermedaille in het shorttrack. In het vierde wereldbekerweekend in Shanghai, China finishte ze na een kolderieke finale als tweede achter de Canadese Valérie Maltais op de 1000 meter. In het zelfde weekend veroverde ze ook haar eerste medaille met de aflossingsploeg; achter Zuid-Korea en Canada pakte het Nederlandse kwartet brons op de 3000 meter aflossing.
Later dat seizoen tijdens de wereldkampioenschappen shorttrack 2016 won ze de superfinale over 3000 meter – waar overigens geen wereldtitel bijhoort – en werd ze vijfde in het klassement.

### 2016/2017
Op 28 september 2016 won Schulting de eerste van de drie competitiewedstrijden massastart op de Atje Keulen-Deelstra-baan in Leeuwarden door in de eindsprint Annouk van der Weijden en Manon Kamminga achter zich te houden. In de overige twee competitiewedstrijden kwam ze niet meer in actie, waardoor ze door haar overwinning als elfde in het eindklassement van de competitie eindigde.
In het shorttrack begon het seizoen 2016/2017 voor Schulting net zo succesvol als ze het voorgaande seizoen eindigde.
In het allereerste wereldbekerweekend in Calgary, Canada veroverde ze een bronzen medaille op de 1500 meter. Ze maakte in de finale veel indruk met een gewaagde passeerbeweging, waarmee ze de kop pakte, maar moest deze later in de race toch weer afstaan aan het ongenaakbare Zuid-Koreaanse duo Shim Suk-hee en Choi Min-jeong. Later in het weekend veroverde Schulting achter het zelfde Zuid-Koreaanse duo ook nog brons op de 1000 meter en pakte ze met de aflossingsploeg nog zilver op de 3000 meter aflossing.
Het tweede wereldbekerweekend in Salt Lake City, de Verenigde Staten verliep ook succesvol voor Schulting. Op de 1000 meter werd ze tweede achter de Zuid-Koreaanse Kim Ji-yoo. Hiermee veroverde ze de leiding in het wereldbekerklassement over 1000 meter. Op de 3000 meter aflossing veroverde ze met de aflossingsploeg, net zoals in Calgary, zilver achter Zuid-Korea. Dit deed de Nederlandse formatie, nadat ze in de halve finale de tweede tijd aller tijden (tevens een  Nederlands record) hadden geschaatst achter Zuid-Korea dat een wereldrecord schaatste.
In het derde wereldbekerweekend in Shanghai, China pakte Schulting brons op de 1500 meter en brons op de 3000 meter aflossing. In het vierde wereldbekerweekend in Gangneung, Zuid-Korea pakte ze zilver op de aflossing.
Net zoals in het voorgaande seizoen 2015/2016 koos Schulting ervoor om het Nederlandse kampioenschappen afstanden te rijden. Ze deed mee op de 500 meter (zesde), 1000 meter (vierde) en de massastart (brons). Ze kwalificeerde zich bovendien met de resultaten op de 500 meter en 1000 meter voor de Europese kampioenschappen sprint. Hiervoor paste ze echter, omdat ze de voorkeur gaf aan het Nederlands kampioenschap shorttrack. Dit bleek een goede beslissing te zijn, daar ze naast het algemene klassement ook alle afstanden wist te winnen tijdens dit toernooi.
Na het teleurstellend verlopen Europees kampioenschap nam Schulting revance tijdens het vijfde wereldbekerweekend in Dresden, Duitsland. Ze won zilver op de 1000 meter achter de Canadese Marianne St-Gelais. Hiermee naderde ze de Zuid-Koreaanse leidster van de wereldbeker, Choi Min-jeong, en had ze opeens uitzicht op een eindoverwinning in de wereldbeker. In het zelfde weekend bezorgde ze Nederland ook een unicum in het vrouwenshorttrack; op de 1500 meter veroverde Schulting de allereerste gouden individuele wereldbeker voor Nederland. Tevens won ze met de aflossingsploeg goud op aflossing.
Tijdens het laatste wereldbekerweekend in Minsk, Wit-Rusland leek Schulting op weg naar een nieuwe medaille op de 1500 meter, maar in de laatste ronde was ze samen met de Chinese Han Yutong betrokken bij een zware valpartij. Ondanks haar val verzekerde ze zich toch van de tweede plaats in het eindklassement van de wereldbeker over 1500 meter. Deze val weerhield haar niet de dag erop te starten in de kwartfinale van de 1000 meter. Ze won haar serie en veroverde zo het eindklassement van de wereldbeker, omdat de Zuid-Koreaanse leidster Choi Min-jeong in Minsk niet startte. In de halve finale besloot ze daarom, uit voorzorg, niet meer te starten. Met de aflossingsploeg veroverde Schulting tevens een tweede plaats in het eindklassement van de wereldbeker.

### Langebaan
Voor aanvang van seizoen 2018/2019 maakte Schulting bekend net als Ter Mors het shorttrack te gaan combineren met langebaanschaatsen. Daarbij kwam ze uit namens Team IKO. Op 29 november 2020 eindigde ze met drie persoonlijke records op de 500 en 1000 meter als derde op het NK sprint, achter Jutta Leerdam en Femke Kok.
In 2024 trad ze net als shorttracksters Angel Daleman en Selma Poutsma, en shorttrack-coach Dave Versteeg toe tot Team Essent. De shorttracksters bleven bij de nationale shorttrackploeg, maar zouden daarnaast bij Essent voor de langebaan trainen en wedstrijden rijden.
Tijdens de wereldbeker 2 in Peking wist Schulting de eerste grote internationale medaille te winnen, door als tweede te eindigen op de 500 meter achter de Poolse Kaja Ziomek-Nogal. Een uur later startte Schulting samen met Angel Daleman en Michelle de Jong op de teamsprint en won ze de gouden medaille in een baanrecord.
Later maakte Schulting bekend zich dit seizoen volledig op de langebaan te zullen richten, omdat ze nog te veel last van haar enkel had om door de bochten te shorttracken, maar ze verklaarde wel te hopen over een jaar de olympische titel op de 1000 meter shorttrack te verdedigen. Op het einde van het seizoen kwam ze hierop terug en koos ze volledig voor de langebaan.
Schulting weet zilver te winnen tijdens het Nederlandse kampioenschappen schaatsen sprint 2025 en plaatst zich hiermee voor het Europees kampioenschap dat twee weken later werd gehouden. Tijdens dit Europese kampioenschappen schaatsen werd het voor Nederland een volledig oranje podium. Schulting eindigt als derde wat de eerste grote kampioenschapsmedaille betekent op de langebaan.

## Persoonlijke records

### Langebaanschaatsen
| Afstand    | Tijd    | Datum             | Locatie | Locatie               | Overig |
| Afstand    | Tijd    | Datum             | Baan    | Plaats                | Overig |
| ---------- | ------- | ----------------- | ------- | --------------------- | ------ |
| 500 meter  | 37,61   | 15 februari 2025  | Thialf  | Heerenveen, Nederland |        |
| 1000 meter | 1.13,97 | 28 december 2020  | Thialf  | Heerenveen, Nederland |        |
| 1500 meter | 1.57,02 | 26 september 2021 | Thialf  | Heerenveen, Nederland |        |
| 3000 meter | 4.23,78 | 20 december 2014  | Thialf  | Heerenveen, Nederland |        |

### Shorttrack
| Afstand                       | Tijd     | Datum            | Locatie                  | Locatie                          | Overig     |
| Afstand                       | Tijd     | Datum            | Baan                     | Plaats                           | Overig     |
| ----------------------------- | -------- | ---------------- | ------------------------ | -------------------------------- | ---------- |
| 500 meter                     | 42,379   | 5 februari 2022  | Capital Indoor Stadium   | Peking, Volksrepubliek China     | OR, NR     |
| 1000 meter                    | 1.26,514 | 11 februari 2022 | Capital Indoor Stadium   | Peking, Volksrepubliek China     | WR, OR, NR |
| 1500 meter                    | 2.18.594 | 2 november 2019  | Utah Olympic Oval        | Salt Lake City, Verenigde Staten |            |
| 3000 meter                    | 5.06,350 | 13 januari 2019  | Sportboulevard Dordrecht | Dordrecht, Nederland             |            |
| 3000 meter aflossing          | 4.03,471 | 20 februari 2018 | Gangneung Ice Arena      | Gangneung, Zuid-Korea            | WR, OR, NR |
| 2000 meter gemengde aflossing | 2.36,437 | 5 februari 2022  | Capital Indoor Stadium   | Peking, Volksrepubliek China     | OR, NR     |

## Resultaten

### Langebaanschaatsen

#### Olympische Winterspelen & Wereld-, Europese en Nederlandse kampioenschappen afstanden
| Jaar | Evenement                                        | Locatie                          | 500 meter        | 1000 meter       | 1500 meter       | 3000 meter       | 5000 meter       | Ploegen- achtervolging | Massa- start     | Team- sprint     | Sprint |
| ---- | ------------------------------------------------ | -------------------------------- | ---------------- | ---------------- | ---------------- | ---------------- | ---------------- | ---------------------- | ---------------- | ---------------- | ------ |
| 2016 | Wereldkampioenschappen afstanden                 | Kolomna, Rusland                 | Niet deelgenomen | Niet deelgenomen | Niet deelgenomen | Niet deelgenomen | Niet deelgenomen | Niet deelgenomen       | Niet deelgenomen | Niet deelgenomen |        |
| 2016 | Nederlandse kampioenschappen afstanden           | Heerenveen, Nederland            |                  | 11e              |                  |                  |                  | –                      | 11e              | –                |        |
| 2017 | Wereldkampioenschappen afstanden                 | Gangneung, Zuid-Korea            | Niet deelgenomen | Niet deelgenomen | Niet deelgenomen | Niet deelgenomen | Niet deelgenomen | Niet deelgenomen       | Niet deelgenomen | Niet deelgenomen |        |
| 2017 | Nederlandse kampioenschappen afstanden           | Heerenveen, Nederland            | 6e               | 4e               |                  |                  |                  | –                      | Brons            | –                |        |
| 2018 | Olympische Winterspelen                          | Pyeongchang, Zuid-Korea          | Niet deelgenomen | Niet deelgenomen | Niet deelgenomen | Niet deelgenomen | Niet deelgenomen | Niet deelgenomen       | Niet deelgenomen | Niet deelgenomen |        |
| 2018 | Europese kampioenschappen afstanden              | Kolomna, Rusland                 | Niet deelgenomen | Niet deelgenomen | Niet deelgenomen | Niet deelgenomen | Niet deelgenomen | Niet deelgenomen       | Niet deelgenomen | Niet deelgenomen |        |
| 2018 | Nederlandse kampioenschappen afstanden           | Heerenveen, Nederland            |                  | 8e               |                  |                  |                  | –                      |                  | –                |        |
| 2019 | Wereldkampioenschappen afstanden                 | Inzell, Duitsland                | Niet deelgenomen | Niet deelgenomen | Niet deelgenomen | Niet deelgenomen | Niet deelgenomen | Niet deelgenomen       | Niet deelgenomen | Niet deelgenomen |        |
| 2019 | Nederlandse kampioenschappen afstanden           | Heerenveen, Nederland            | 15e              | 13e              |                  |                  |                  | –                      | 16e              | –                |        |
| 2020 | Wereldkampioenschappen afstanden                 | Salt Lake City, Verenigde Staten | Niet deelgenomen | Niet deelgenomen | Niet deelgenomen | Niet deelgenomen | Niet deelgenomen | Niet deelgenomen       | Niet deelgenomen | Niet deelgenomen |        |
| 2020 | Nederlandse kampioenschappen afstanden           | Heerenveen, Nederland            |                  |                  |                  |                  |                  | –                      | Brons            | –                |        |
| 2021 | Wereldkampioenschappen afstanden                 | Heerenveen, Nederland            | 14e              | 8e               |                  |                  |                  |                        | -                |                  |        |
| 2021 | Nederlandse kampioenschappen afstanden           | Heerenveen, Nederland            |                  | 6e               |                  |                  |                  | –                      |                  | –                |        |
| 2022 | Olympische Winterspelen                          | Beijing, China                   | Niet deelgenomen | Niet deelgenomen | Niet deelgenomen | Niet deelgenomen | Niet deelgenomen | Niet deelgenomen       | Niet deelgenomen | Niet deelgenomen |        |
| 2022 | Europese kampioenschappen afstanden              | Heerenveen, Nederland            | Niet deelgenomen | Niet deelgenomen | Niet deelgenomen | Niet deelgenomen | Niet deelgenomen | Niet deelgenomen       | Niet deelgenomen | Niet deelgenomen |        |
| 2022 | Nederlandse kampioenschappen afstanden           | Heerenveen, Nederland            | Niet deelgenomen | Niet deelgenomen | Niet deelgenomen | Niet deelgenomen | Niet deelgenomen | Niet deelgenomen       | Niet deelgenomen | Niet deelgenomen |        |
| 2023 | Wereldkampioenschappen schaatsen afstanden       | Heerenveen, Nederland            | Niet deelgenomen | Niet deelgenomen | Niet deelgenomen | Niet deelgenomen | Niet deelgenomen | Niet deelgenomen       | Niet deelgenomen | Niet deelgenomen |        |
|      | Nederlandse kampioenschappen schaatsen afstanden | Heerenveen, Nederland            | Niet deelgenomen | Niet deelgenomen | Niet deelgenomen | Niet deelgenomen | Niet deelgenomen | Niet deelgenomen       | Niet deelgenomen | Niet deelgenomen |        |
| 2024 | Wereldkampioenschappen schaatsen afstanden       | Calgary, Canada                  | Niet deelgenomen | Niet deelgenomen | Niet deelgenomen | Niet deelgenomen | Niet deelgenomen | Niet deelgenomen       | Niet deelgenomen | Niet deelgenomen |        |
| 2024 | Europese kampioenschappen schaatsen              | Heerenveen, Nederland            | Niet deelgenomen | Niet deelgenomen | Niet deelgenomen | Niet deelgenomen | Niet deelgenomen | Niet deelgenomen       | Niet deelgenomen | Niet deelgenomen |        |
| 2024 | Nederlandse kampioenschappen schaatsen afstanden | Heerenveen, Nederland            | Niet deelgenomen | Niet deelgenomen | Niet deelgenomen | Niet deelgenomen | Niet deelgenomen | Niet deelgenomen       | Niet deelgenomen | Niet deelgenomen |        |
| 2025 | Nederlandse kampioenschappen schaatsen sprint    | Heerenveen, Nederland            | 4/               | /4               |                  |                  |                  |                        |                  |                  | Zilver |
| 2025 | Europese kampioenschappen sprint                 | Heerenveen, Nederland            | /4               | /                |                  |                  |                  |                        |                  |                  | Brons  |
| 2025 | Nederlandse kampioenschappen afstanden           | Heerenveen, Nederland            |                  |                  |                  |                  |                  |                        |                  |                  |        |
| 2025 | Wereldkampioenschappen afstanden                 | Hamar, Noorwegen                 |                  |                  |                  |                  |                  |                        |                  | teamsprint       |        |

### Shorttrack

#### Olympische Winterspelen & Wereld-, Europese en Nederlandse kampioenschappen
| Jaar | Evenement                            | Locatie                 | 500 meter                                            | 1000 meter                                           | 1500 meter                                           | 3000 meter (superfinale)                             | Klassement                                           | 3000 meter aflossing                                 | 2000 meter gemengde aflossing                        |
| ---- | ------------------------------------ | ----------------------- | ---------------------------------------------------- | ---------------------------------------------------- | ---------------------------------------------------- | ---------------------------------------------------- | ---------------------------------------------------- | ---------------------------------------------------- | ---------------------------------------------------- |
| 2015 | Wereldkampioenschappen               | Moskou, Rusland         | Niet deelgenomen.                                    | Niet deelgenomen.                                    | Niet deelgenomen.                                    | Niet deelgenomen.                                    | Niet deelgenomen.                                    | Niet deelgenomen.                                    | Niet deelgenomen.                                    |
| 2015 | Europese kampioenschappen            | Dordrecht, Nederland    | 16e                                                  | 15e                                                  | PEN                                                  |                                                      | 24e                                                  | Zilver                                               | –                                                    |
| 2015 | Nederlandse kampioenschappen         | Amsterdam, Nederland    | 4e                                                   | Zilver                                               | Goud                                                 | Zilver                                               | Zilver                                               | –                                                    | –                                                    |
| 2016 | Wereldkampioenschappen               | Seoel, Zuid-Korea       | 7e                                                   | 5e                                                   | 8e                                                   | Goud                                                 | 5e                                                   | 6e                                                   | –                                                    |
| 2016 | Europese kampioenschappen            | Sotsji, Rusland         | 4e                                                   | Zilver                                               | Brons                                                | PEN                                                  | Brons                                                | Goud                                                 | –                                                    |
| 2016 | Nederlandse kampioenschappen         | Amsterdam, Nederland    | 4e                                                   | Zilver                                               | Zilver                                               | Brons                                                | Zilver                                               | –                                                    | –                                                    |
| 2017 | Wereldkampioenschappen               | Rotterdam, Nederland    | 13e                                                  | Brons                                                | PEN                                                  | 5e                                                   | 7e                                                   | 4e                                                   | –                                                    |
| 2017 | Europese kampioenschappen            | Turijn, Italië          | PEN                                                  | 21e                                                  | 4e                                                   |                                                      | 11e                                                  | Brons                                                | –                                                    |
| 2017 | Nederlandse kampioenschappen         | Amsterdam, Nederland    | Goud                                                 | Goud                                                 | Goud                                                 | Goud                                                 | Goud                                                 | –                                                    | –                                                    |
| 2018 | Olympische Winterspelen              | Pyeongchang, Zuid-Korea | 30e                                                  | Goud                                                 | 10e                                                  | –                                                    | –                                                    | Brons                                                | –                                                    |
| 2018 | Wereldkampioenschappen               | Montréal, Canada        | 38e                                                  | PEN                                                  | PEN                                                  |                                                      | 24e                                                  | Zilver                                               | –                                                    |
| 2018 | Europese kampioenschappen            | Dresden, Duitsland      | 5e                                                   | Zilver                                               | PEN                                                  | Brons                                                | 4e                                                   | 6e                                                   | –                                                    |
| 2018 | Nederlandse kampioenschappen         | Heerenveen, Nederland   | Niet deelgenomen.                                    | Niet deelgenomen.                                    | Niet deelgenomen.                                    | Niet deelgenomen.                                    | Niet deelgenomen.                                    | Niet deelgenomen.                                    | Niet deelgenomen.                                    |
| 2019 | Wereldkampioenschappen               | Sofia, Bulgarije        | Brons                                                | Goud                                                 | PEN                                                  | Goud                                                 | Goud                                                 | 4e                                                   | –                                                    |
| 2019 | Europese kampioenschappen            | Dordrecht, Nederland    | 4e                                                   | PEN                                                  | Goud                                                 | Goud                                                 | Goud                                                 | Goud                                                 | –                                                    |
| 2019 | Nederlandse kampioenschappen         | Heerenveen, Nederland   | 5e                                                   | 5e                                                   | Goud                                                 | Goud                                                 | Zilver                                               | –                                                    | –                                                    |
| 2020 | Wereldkampioenschappen               | Seoul, Zuid-Korea       | Kampioenschap geannuleerd vanwege de coronapandemie. | Kampioenschap geannuleerd vanwege de coronapandemie. | Kampioenschap geannuleerd vanwege de coronapandemie. | Kampioenschap geannuleerd vanwege de coronapandemie. | Kampioenschap geannuleerd vanwege de coronapandemie. | Kampioenschap geannuleerd vanwege de coronapandemie. | Kampioenschap geannuleerd vanwege de coronapandemie. |
| 2020 | Europese kampioenschappen            | Debrecen, Hongarije     | Goud                                                 | Goud                                                 | Goud                                                 | PEN                                                  | Goud                                                 | Goud                                                 | –                                                    |
| 2020 | Nederlandse kampioenschappen         | Leeuwarden, Nederland   | Goud                                                 | Goud                                                 | Goud                                                 | 7e                                                   | Goud                                                 | –                                                    | –                                                    |
| 2021 | Wereldkampioenschappen               | Dordrecht, Nederland    | Goud                                                 | Goud                                                 | Goud                                                 | Goud                                                 | Goud                                                 | Goud                                                 | –                                                    |
| 2021 | Europese kampioenschappen            | Gdańsk, Polen           | Goud                                                 | Goud                                                 | Goud                                                 | PEN                                                  | Goud                                                 | Zilver                                               | –                                                    |
| 2021 | Nederlandse kampioenschappen         | Heerenveen, Nederland   | Goud                                                 | Goud                                                 | Goud                                                 | –                                                    | Goud                                                 | –                                                    | –                                                    |
| 2022 | Olympische Winterspelen              | Beijing, China          | Zilver                                               | Goud                                                 | Brons                                                | –                                                    | –                                                    | Goud                                                 | 4e                                                   |
| 2022 | Wereldkampioenschappen               | Montréal, Canada        | Niet deelgenomen.                                    | Niet deelgenomen.                                    | Niet deelgenomen.                                    | Niet deelgenomen.                                    | Niet deelgenomen.                                    | Niet deelgenomen.                                    | Niet deelgenomen.                                    |
| 2022 | Europese kampioenschappen            | Dresden, Duitsland      | Kampioenschap geannuleerd vanwege de coronapandemie. | Kampioenschap geannuleerd vanwege de coronapandemie. | Kampioenschap geannuleerd vanwege de coronapandemie. | Kampioenschap geannuleerd vanwege de coronapandemie. | Kampioenschap geannuleerd vanwege de coronapandemie. | Kampioenschap geannuleerd vanwege de coronapandemie. | Kampioenschap geannuleerd vanwege de coronapandemie. |
| 2022 | Nederlandse kampioenschappen         | Leeuwarden, Nederland   | Niet deelgenomen.                                    | Niet deelgenomen.                                    | Niet deelgenomen.                                    | Niet deelgenomen.                                    | Niet deelgenomen.                                    | Niet deelgenomen.                                    | Niet deelgenomen.                                    |
| 2023 | Wereldkampioenschappen               | Seoel, Zuid-Korea       | Zilver                                               | 5e                                                   | Goud                                                 |                                                      |                                                      | Goud                                                 | Goud                                                 |
| 2023 | Europese kampioenschappen            | Gdańsk, Polen           | Goud                                                 | Zilver                                               | Goud                                                 | –                                                    | –                                                    | Goud                                                 | Goud                                                 |
| 2023 | Nederlandse kampioenschappen         | Leeuwarden, Nederland   | Niet deelgenomen.                                    | Niet deelgenomen.                                    | Niet deelgenomen.                                    | Niet deelgenomen.                                    | Niet deelgenomen.                                    | Niet deelgenomen.                                    | Niet deelgenomen.                                    |
| 2024 | Wereldkampioenschappen shorttrack    | Rotterdam, Nederland    | 10e                                                  | 4e                                                   | 15e                                                  |                                                      |                                                      | Goud                                                 | 4e                                                   |
| 2024 | Europese kampioenschappen            | Gdańsk, Polen           | Niet deelgenomen.                                    | Niet deelgenomen.                                    | Niet deelgenomen.                                    | Niet deelgenomen.                                    | Niet deelgenomen.                                    | Niet deelgenomen.                                    | Niet deelgenomen.                                    |
| 2024 | Nederlands kampioenschap shorttrack  | Leeuwarden, Nederland   | Niet deelgenomen.                                    | Niet deelgenomen.                                    | Niet deelgenomen.                                    | Niet deelgenomen.                                    | Niet deelgenomen.                                    | Niet deelgenomen.                                    | Niet deelgenomen.                                    |
| 2025 | Wereldkampioenschappen shorttrack    | Beijing, China          | Niet deelgenomen.                                    | Niet deelgenomen.                                    | Niet deelgenomen.                                    | Niet deelgenomen.                                    | Niet deelgenomen.                                    | Niet deelgenomen.                                    | Niet deelgenomen.                                    |
| 2025 | Europese kampioenschappen shorttrack | Dresden, Duitsland      | Niet deelgenomen.                                    | Niet deelgenomen.                                    | Niet deelgenomen.                                    | Niet deelgenomen.                                    | Niet deelgenomen.                                    | Niet deelgenomen.                                    | Niet deelgenomen.                                    |
| 2025 | Nederlands kampioenschap shorttrack  | Leeuwarden, Nederland   | Niet deelgenomen.                                    | Niet deelgenomen.                                    | Niet deelgenomen.                                    | Niet deelgenomen.                                    | Niet deelgenomen.                                    | Niet deelgenomen.                                    | Niet deelgenomen.                                    |

In december 2020 werd er voor het eerst een Nederlands kampioenschap shorttrack afstanden georganiseerd. Drie weken later werden de allroundtitels verdeeld. Hierbij werd geen superfinale gereden en een nieuwe puntentelling geïntroduceerd.

#### Wereldkampioenschappen shorttrack junioren
| Jaar | Evenement                       | Locatie          | 500 meter | 1000 meter | 1500 meter | 1500 meter (superfinale) | Klassement | 3000 meter aflossing |
| ---- | ------------------------------- | ---------------- | --------- | ---------- | ---------- | ------------------------ | ---------- | -------------------- |
| 2013 | Wereldkampioenschappen junioren | Warschau, Polen  | 15e       | 29e        | 17e        |                          | 18e        | 6e                   |
| 2014 | Wereldkampioenschappen junioren | Erzurum, Turkije | 22e       | 35e        | 13e        |                          | 21e        | 8e                   |
| 2015 | Wereldkampioenschappen junioren | Osaka, Japan     | 24e       | 15e        | 9e         |                          | 19e        |                      |
| 2016 | Wereldkampioenschappen junioren | Sofia, Bulgarije | 4e        | 6e         | Goud       | Goud                     | Zilver     | Brons                |

#### Wereldbekermedailles

##### 500 meter
Dresden, Duitsland: 2022/2023
 Debrecen, Hongarije: 2021/2022
 Salt Lake City, Verenigde Staten: 2018/2019
 Shanghai, China: 2019/2020
 Almaty, Kazachstan: 2022/2023

##### 1000 meter
Calgary, Canada: 2018/2019
 Salt Lake City, Verenigde Staten: 2018/2019
 Almaty, Kazachstan: 2018/2019
 Dresden, Duitsland: 2018/2019
 Salt Lake City, Verenigde Staten: 2019/2020
 Shanghai, China: 2019/2020
 Peking, China: 2021/2022
 Debrecen, Hongarije: 2021/2022
 Salt Lake City, Verenigde Staten: 2022/2023
 Montréal, Canada: 2022/2023
 Dresden, Duitsland: 2022/2023
 Shanghai, China: 2015/2016
 Salt Lake City, Verenigde Staten: 2016/2017
 Dresden, Duitsland: 2016/2017
 Dordrecht, Nederland: 2017/2018
 Nagoya, Japan: 2019/2020
 Nagoya, Japan: 2021/2022
 Calgary, Canada: 2016/2017
 Dresden, Duitsland: 2019/2020
 Dordrecht, Nederland: 2021/2022
 Eindklassement 1000 meter: 2016/2017
 Eindklassement 1000 meter: 2018/2019
 Eindklassement 1000 meter: 2019/2020
 Eindklassement 1000 meter: 2021/2022

##### 1500 meter
Dresden, Duitsland: 2016/2017
 Calgary, Canada: 2018/2019
 Turijn, Italië: 2018/2019
 Nagoya, Japan: 2019/2020
 Dresden, Duitsland: 2019/2020
 Dordrecht, Nederland 2019/2020
 Nagoya, Japan: 2021/2022
 Debrecen, Hongarije: 2021/2022
 Almaty, Kazachstan: 2022/2023
 Montréal, Canada 2022/2023
 Almaty, Kazachstan: 2018/2019
 Salt Lake City, Verenigde Staten: 2019/2020
 Dordrecht, Nederland: 2015/2016
 Calgary, Canada: 2016/2017
 Shanghai, China: 2016/2017
 Dresden, Duitsland: 2018/2019
 Dordrecht, Nederland: 2021/2022
 Eindklassement 1500 meter: 2018/2019
 Eindklassement 1500 meter: 2019/2020
 Eindklassement 1500 meter: 2016/2017
 Eindklassement 1500 meter: 2021/2022

##### 3000 meter aflossing
Dresden, Duitsland: 2016/2017
 Seoel, Zuid-Korea: 2017/2018
 Almaty, Kazachstan: 2018/2019
 Dresden, Duitsland: 2019/2020
 Dordrecht, Nederland 2019/2020
 Nagoya, Japan: 2021/2022
 Debrecen, Hongarije: 2021/2022
 Dordrecht, Nederland: 2021/2022
 Dresden, Duitsland: 2022/2023
 Calgary, Canada: 2016/2017
 Salt Lake City, Verenigde Staten: 2016/2017
 Gangneung, Zuid-Korea: 2016/2017
 Dresden, Duitsland: 2018/2019
 Shanghai, China: 2019/2020
 Peking, China: 2021/2022
 Shanghai, China: 2015/2016
 Shanghai, China: 2016/2017
 Eindklassement 3000 meter aflossing: 2019/2020
 Eindklassement 3000 meter aflossing: 2021/2022
 Eindklassement 3000 meter aflossing: 2016/2017

##### 2000 meter gemengde aflossing
Shanghai, China: 2019/2020
 Dordrecht, Nederland: 2021/2022
 Calgary, Canada: 2018/2019
 Salt Lake City, Verenigde Staten: 2018/2019
 Peking, China: 2021/2022
 Nagoya, Japan: 2019/2020
 Dresden, Duitsland: 2022/2023
 Eindklassement 2000 meter gemengde aflossing: 2021/2022

## Onderscheidingen

### Nationale onderscheidingen
- Peter van der Velde Bokaal voor shorttrackster van het jaar: 2016, 2017, 2018, 2019, 2021/2022
- Ridder in de Orde van Oranje-Nassau: 2018
- Jaap Eden Trofee voor Sportvrouw van het jaar: 2018

1994: Chun Lee-kyung ·
1998: Chun Lee-kyung ·
2002: Yang Yang (A) ·
2006: Jin Sun-yu ·
2010: Wang Meng ·
2014: Park Seung-hi ·
2018: Suzanne Schulting ·
2022: Suzanne Schulting
1992: Cutrone, Daigle, Lambert, Perreault ·
1994: Chun, Kim S.-h., Kim Y.-m., Won ·
1998: An, Chun, Kim, Won ·
2002: Choi E.-k., Choi M.-k., Joo, Park ·
2006: Byun, Choi, Jeon, Jin, Kang ·
2010: Sun, Wang, Zhang, Zhou ·
2014: Cho, Kim, Kong, Park, Shim ·
2018: Choi, Kim A.-l., Kim Y.-j., Lee, Shim ·
2022: Van Kerkhof, Poutsma, Schulting, Velzeboer
1976: Celeste Chlapaty · 
1977: Brenda Webster · 
1978: Sarah Docter · 
1979: Sylvie Daigle · 
1980: Miyoshi Kato · 
1981: Miyoshi Kato · 
1982: Maryse Perreault · 
1983: Sylvie Daigle · 
1984: Mariko Kinoshita · 
1985: Eiko Shishii · 
1986: Bonnie Blair · 
1987: Eiko Shishii · 
1988: Sylvie Daigle · 
1989: Sylvie Daigle · 
1990: Sylvie Daigle · 
1991: Nathalie Lambert · 
1992: Kim So-hee · 
1993: Nathalie Lambert · 
1994: Nathalie Lambert · 
1995: Chun Lee-kyung · 
1996: Chun Lee-kyung · 
1997: Chun Lee-kyung/Yang Yang (A) · 
1998: Yang Yang (A) · 
1999: Yang Yang (A) · 
2000: Yang Yang (A) · 
2001: Yang Yang (A) · 
2002: Yang Yang (A) · 
2003: Choi Eun-kyung · 
2004: Choi Eun-kyung · 
2005: Jin Sun-yu · 
2006: Jin Sun-yu · 
2007: Jin Sun-yu · 
2008: Wang Meng · 
2009: Wang Meng · 
2010: Park Seung-hi · 
2011: Cho Ha-ri · 
2012: Li Jianrou · 
2013: Wang Meng · 
2014: Shim Suk-hee · 
2015: Choi Min-jeong · 
2016: Choi Min-jeong · 
2017: Elise Christie ·
2018: Choi Min-jeong ·
2019: Suzanne Schulting ·
2021: Suzanne Schulting ·
2022: Choi Min-jeong
Bibi Arts · Teun Boer · Hugo Bosma · Zoë Deltrap · Friso Emons · Kay Huisman· Yara van Kerkhof · Niels Kingma · Sjinkie Knegt · Daan Kos · Itzhak de Laat · Diede van Oorschot · Selma Poutsma · Sven Roes · Suzanne Schulting · Bram Steenaart · Michelle Velzeboer · Xandra Velzeboer · Jens van 't Wout · Melle van 't Wout

Bondscoach: Niels Kerstholt

Assistent-coach: Kip Carpenter · Haralds Silovs

Team Essent
Angel Daleman · Sijmen Egberts · Jarle Gerrits · Isabel Grevelt · Freek van der Ham · Sanne in 't Hof · Chloé Hoogendoorn · Chris Huizinga · Kars Jansman · Selma Poutsma · Merijn Scheperkamp · Suzanne Schulting · Tijmen Snel · Beau Snellink · Remco Stam · Meike Veen · Mathias Vosté · Joep Wennemars
Coaches: Sicco Janmaat · Ben Jongejan · Jac Orie · Dave Versteeg